# Léproserie Saint-Lazare (Gisors)
La léproserie Saint-Lazare est une ancienne léproserie datant du XIIIe siècle située à Gisors, dans le département de l'Eure en région Normandie. Il n'en subsiste aujourd'hui que la chapelle Saint-Luc, édifice qui fait l'objet d'un classement au titre des Monuments historiques depuis le 16 octobre 1992, et un corps de ferme privé, situé en face de la chapelle.

## Localisation
La léproserie Saint-Lazare se situe sur le territoire de la commune de Gisors, dans l'Est du département de l'Eure, au sein de la région naturelle du Vexin normand. Elle se trouve à l’ouest de l’agglomération de Gisors, à côté du cimetière communal,.

## Histoire

### Contexte
Au cours du Moyen Âge, d'importantes épidémies de lèpre frappent l'Europe. Face aux stigmates de la maladie et à  sa contagiosité, des mesures strictes sont prises à l'encontre des malades. Ils sont ainsi rejetés de la société et poussés hors des villes. Obligés de vivre en autarcie, ils s'organisent. C'est dans ce contexte que des établissements voient le jour pour accueillir les malades,.

### DuXIIIeauXVesiècle
La léproserie Notre-Dame et saint Lazare de Gisors a été fondée en 1210 par Jean de Gisors,. Sa construction se fait près d'une chapelle de pèlerinage qui est rattachée au domaine,. Des bâtiments agricoles et de vie sont érigés.
Le patronyme de Saint-Lazare, Saint patron des lépreux, est donné à la léproserie et celui de Saint-Luc, Saint patron des médecins, à la chapelle.
La chapelle est mentionnée dès 1210, mais il apparaît probable qu’elle soit encore plus ancienne, comme tendrait à le prouver la forme des baies de type roman. L'édifice est remanié tout au long du Moyen Âge, en particulier aux XVe et XVIIe siècles.

### DuXVeà laRévolution
Au milieu du XVe siècle, la lèpre ayant presque totalement disparu en France, la gestion de la léproserie est confiée à un bourgeois de Gisors, contre paiement d'un loyer. Cette somme est ensuite redistribuée aux nécessiteux de la ville.
La léproserie est transformée en Bureau des Pauvres au milieu du XVIIIe siècle,.
À partir de la Révolution, la chapelle sert de grange.

### XXesiècle: restaurations et fouilles archéologiques
En 1967, la ville de Gisors acquiert la chapelle pour le franc symbolique.

#### Restaurations
Au début des années 90, l'édifice présente un état de délabrement avancé à tel point qu'il menace de s'effondrer. Une campagne de rénovation et de mise en valeur est alors menée par la municipalité de Gisors. Elle se fait en deux temps :
- la protection de l'édifice au titre des Monuments Historiques en 1992 ;
- la réalisation de nombreux travaux de réhabilitation en 1996 : remplacement d'éléments en bois, démontage de la charpente, reprise de la partie bâtie en pans de bois et restauration des vestiges des peintures murales des sculptures de la porte[7],[4].

#### Fouilles archéologiques
Trois campagnes de fouilles ont été menées :
- une première en 1996 en vue des travaux de restauration[8]. Le potentiel archéologique du site est évalué avant la réalisation des travaux : il est établi la présence de sépultures et d'un cimetière autour et dans la chapelle ; des éléments de mobilier datant de la seconde moitié du XVe siècle et du début du XVIe siècle sont trouvés (tessons de céramique, fragments de pichets, godets en grès, etc.)

- une deuxième en 2012 : nouveaux sondages extérieurs par la Mission archéologique départementale de l’Eure[8]. De nouveaux éléments en terre cuite tels que des tuiles plates ou des carreaux de pavement sont trouvés et des ossements humains sont identifiés.

- une troisième en 2013  : nouveaux sondages intérieurs par l’INRAP, l’Institut National de Recherches Archéologiques Préventives[8]. Des excavations représentant au moins 10 % de la surface du site sont creusées dans le chœur et la nef. Neuf sépultures, toutes dans l’axe central de l’édifice, ont été mises au jour. Celle du chœur est orientée est-ouest et se distingue par son coffrage en bois très bien conservé. Les sépultures de la nef, orientées ouest-est sont réparties sur plusieurs niveaux correspondant à deux périodes d’inhumation différentes (Moyen Âge et époque moderne)[9].

#### Peintures de Dado
À La fin des années 1990, Marcel Larmanou, maire de Gisors, propose à l'artiste Miodrag Djuric dit Dado de réaliser des peintures à l'intérieur de la chapelle. L’artiste se lance alors dans une œuvre monumentale à laquelle il consacre plusieurs années. Cette œuvre constitue un exemple rare de peintures contemporaines
commandées pour un édifice,.

## Architecture

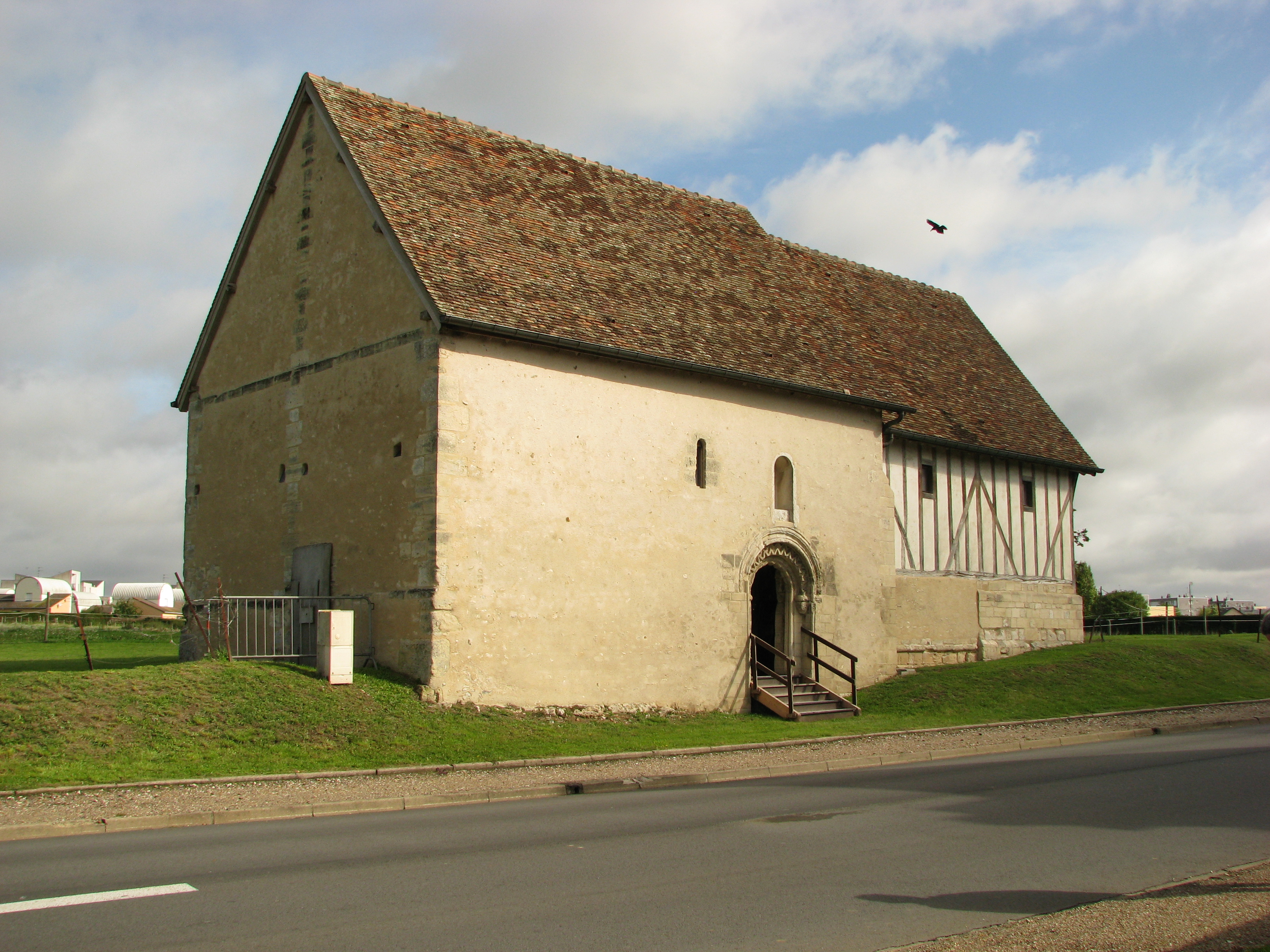
La chapelle Saint-Luc (vue sur la nef)

La chapelle Saint-Luc est d'une superficie totale de 110 m2.  De plan très simple, elle se compose d'une nef rectangulaire en moellons de  calcaire, complétée par un chevet à pans de bois,.
À l'extérieur, la chapelle ne possède aucun élément décoratif. Seuls éléments notables : 
- dans le mur de la nef, une porte insérée dans un arc en plein cintre au décor roman. Cette porte est surmontée par une niche abritant une statuette de saint Luc ;
- dans le mur sud du chevet, deux petites fenêtres rectangulaires sont placées en hauteur.

À l'intérieur, l’édifice, totalement charpenté, présente un décor en chevrons typique de l'art roman normand,.
En face de la chapelle, se trouvent des bâtiments agricoles, aujourd'hui propriété privée, qui appartenaient à la léproserie.

## Protection
La chapelle Saint-Luc et la parcelle de terrain qui l'entoure font l'objet d'un classement au titre des Monuments historiques par arrêté du 16 octobre 1992.